# Droga krajowa B303 (Niemcy)
Droga krajowa 303 (Bundesstraße 303, B 303) – niemiecka droga krajowa przebiegająca na osi wschód zachód od skrzyżowania z autostradą A7 na węźle Wasserlosen do granicy z Czechami koło Schirnding w północnej Bawarii.

## Trasy europejskie
Droga pomiędzy węzłem Bad Berneck na autostradzie A9 a przejściem granicznym z Czechami jest częścią trasy europejskiej E48 (ok. 58 km).